# جاستین هارتلی
جاستین اسکات هارتلی (به انگلیسی: Justin Scott Hartley) (متولد ۲۹ ژانویه ۱۹۷۷) یک بازیگر، نویسنده و کارگردان آمریکایی است. بیشتر معروفیت او برای بازی در سریال اسمالویل در نقش اولیور کویین و گیرین ارو است.
او همچنین در فیلم‌های کریسمس مادرهای بد، جکسی و شکار و این ما هستیم بازی کرده‌است. 

## زندگی
هارتلی در شهر ناکسویل در ایالت ایلی‌نوی به دنیا آمد و در شهر اورلاندو پارک در ایلی‌نوی بزرگ شد. او یک برادر به نام ناتان و دو خواهر به نامهای مگان و گابریلا دارد. او پس از پایان دبیرستان به دانشگاه دانشگاه ایلینوی در شیکاگو رفت و در رشته‌های تاریخ و تئاتر تحصیل کرد.
در سال ۲۰۰۳، رابطه هارتلی با بازیگر فیلم احساسات به نام لیندسی کورمن شروع شد. پس از شش ماه آنها در ۱۳ نوامبر ۲۰۰۳ نامزد شدند و در ۱ می ۲۰۰۴ در یک مراسم کوچک ازدواج کردند. آنها یک دختر به نام ایزابلا جاستایس دارند که در ۳ ژوئیه ۲۰۰۴ به دنیا آمد. در ۶ می ۲۰۱۲ اعلام شد که جاستین و لیندسی پس از ۸ سال طلاق گرفته‌اند.